# Pradosia schomburgkiana
Pradosia schomburgkiana – gatunek rośliny należący do rodziny sączyńcowatych. Jest gatunkiem występującym na terenie Brazylii.